# Penstemon grahamii
|  | Dieser Artikel wurde aufgrund von formalen oder inhaltlichen Mängeln in der Qualitätssicherung Biologie im Abschnitt „Pflanzen“ zur Verbesserung eingetragen. Dies geschieht, um die Qualität der Biologie-Artikel auf ein akzeptables Niveau zu bringen. Bitte hilf mit, diesen Artikel zu verbessern! Artikel, die nicht signifikant verbessert werden, können gegebenenfalls gelöscht werden. Lies dazu auch die näheren Informationen in den Mindestanforderungen an Biologie-Artikel. |

Penstemon grahamii ist eine Pflanzenart aus der Gattung Bartfaden (Penstemon) innerhalb der Familie Wegerichgewächse (Plantaginaceae). Dieser Endemit gedeiht nur in den US-Bundesstaaten Utah und Colorado.

## Beschreibung

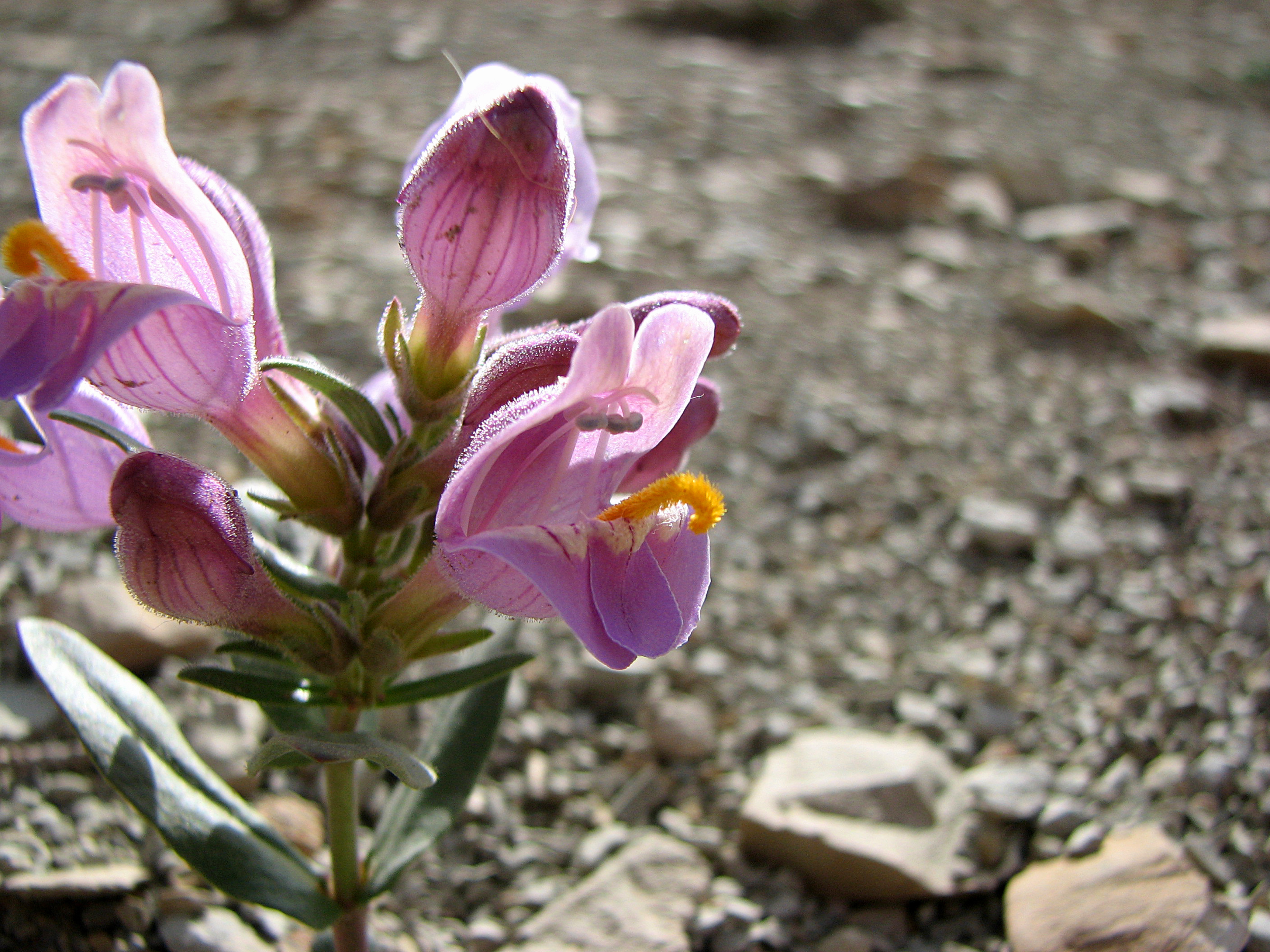
Blütenstand mit zygomorphen Blüten

### Vegetative Merkmale
Penstemon grahamii ist ein ausdauernde krautige Pflanze, die Wuchshöhen von bis zu 20 Zentimetern erreicht. Sie besitzt mehrere Stängel. Die dunkelgrünen bzw. gräulichen Laubblätter sind dick und ledrig.

### Generative Merkmale
Die Blütezeit liegt zwischen Mai und Juni. Die zwittrigen Blüten sind zygomorph mit doppelter Blütenhülle. Die Blütenkronblätter sind röhrenförmigen sind zwischen 3 und 4 Zentimeter langen Kronröhre verwachsen. Die Farbe der Blütenkrone ist rosafarben mit rötlichen Saftmalen. Gelbe Staminodien stechen aus der Öffnung der Blütenröhre hervor.

## Vorkommen und Gefährdung
Penstemon grahamii gedeiht ausschließlich auf dem kalkhaltigen Schiefergestein im nordöstlichen Utah sowie im gegenüberliegenden Rio Blanco County in Colorado. Da dieses Gebiet viel Ölschiefer (eine wertvolle Petroleumquelle) enthält, wird dieser Pflanzenart durch Erdölgewinnung zunehmend Lebensraum entzogen. Seit wenigen Jahren hat Penstemon grahamii den Status „Gefährdet“ inne.

## Trivialnamen
Englischsprachige Trivialnamen für Penstemon grahamii sind Graham’s beardtongue und Uinta Basin beardtongue.